# Joe Corrigan
Pour les articles homonymes, voir Corrigan.
Joe Corrigan, de son nom de naissance Joseph Thomas Corrigan, né le 18 novembre 1948 à Manchester, est un footballeur international anglais évoluant au poste de gardien de but entre 1967 et 1984.
Corrigan dispute neuf matchs avec l'équipe d'Angleterre entre 1976 et 1982.

## Carrière
- 1967-1983 : Manchester City
- 1983 : Seattle Sounders
- 1983-1984 : Brighton & Hove Albion
- 1984 : Norwich City
- 1984 : Stoke City

## Palmarès

### En club
- Vainqueur de la Coupe d'Europe des vainqueurs de coupe de football en 1970.
- Vainqueur de la Coupe de la Ligue anglaise de football en 1970 et 1976.
- Vainqueur du Charity Shield en 1968 et 1972.
- Vice-champion du Championnat d'Angleterre de football en 1977.
- Finaliste de la Coupe d'Angleterre de football en 1981.
- Finaliste de la Coupe de la Ligue anglaise de football en 1974.